# Carlota Castrejana
María Carlota Castrejana Fernández (Logroño, La Rioja, España, 25 de abril de 1973) es una exbaloncestista y exatleta, que consiguió sus mayores logros en la modalidad de triple salto, pero que también lo ha hecho en las disciplinas de salto de altura y salto de longitud. Antes de dedicarse al atletismo fue jugadora profesional de baloncesto.
Es la única persona española que ha participado en dos modalidades diferentes en los Juegos Olímpicos. Castrejana disputó las Olimpiadas de Barcelona 92 como jugadora de baloncesto, y posteriormente ha participado en Atenas, Sídney y Pekín como atleta en la modalidad de triple salto, disciplina en la que también fue campeona de Europa en Pista Cubierta en el año 2007 y plusmarquista nacional desde el año 2000 hasta el 2019, en que fue relevada por Ana Peleteiro.
Tras su retirada entró a trabajar como abogada en el bufete Gómez-Acebo & Pombo. Posteriormente entró como vocal y más tarde vicepresidenta de la Real Federación Española de Atletismo, hasta que en 2009 fue nombrada directora general de Deportes de la Comunidad de Madrid. Más tarde volvió al equipo directivo de la RFEA, esta vez como secretaria general, cargo que ocupó entre 2019 y 2021.

## Carrera deportiva

### Baloncesto
Carlota fue jugadora profesional de este deporte desde los 14 años a los 19. Participó con la selección española en los Juegos Olímpicos de Barcelona 92, donde consiguieron un excelente 5.º puesto. Fue también medalla de oro en los Juegos del Mediterráneo de Grecia en 1991 y plata en los Campeonatos de Europa Junior de 1990. Durante la temporada 2010-2011 jugó en el Asefa Estudiantes de Madrid, retornando al baloncesto después de 18 años. Jugaba únicamente los partidos en casa, haciendo un papel aceptable.

### Atletismo
Tras las Olimpiadas, y viendo sus grandes cualidades físicas, la convencieron para dar el salto al atletismo, donde comenzó especializándose en salto de altura, disciplina en la cual, y tan sólo después de dos años compitiendo, consiguió el récord de España con 1,89 metros. En 1998 cambia de disciplina, sus entrenadores se dieron cuenta de que tenía más facultades para el triple salto,(compaginándolo en alguna ocasión con el salto de longitud) y ahí es donde consiguió sus mayores éxitos. Consiguió medalla de Bronce en el Campeonato de Europa de atletismo en pista cubierta de 2005 en Madrid,  llegando a la cumbre al proclamarse, el 4 de marzo de 2007, campeona en los Campeonato de Europa de atletismo en pista cubierta de 2007 que se celebraron en Birmingham, Reino Unido, batiendo el récord de España con un salto de 14,64 metros, en su mejor concurso de la historia.

## Palmarés
- Campeona de Europa de triple salto en pista cubierta (14.64, Birmingham 2007).
- Bronce en el Campeonato de Europa, Madrid 2005.
- Plusmarquista de España Absoluta en triple en pista cubierta (14,64 en 2007).
- Plusmarquista de España Absoluto en triple al aire libre (14,60 en 2005).
- Campeona de España absoluta de triple al aire libre (2000-2001-2002-2003-2004-2005-2006).
- Campeona de España absoluta de triple en pista cubierta (2000-2001-2002-2003-2004-2005-2006-2007).
- Campeona de España absoluta de salto de altura al aire libre (1996).
- Campeona de España absoluta de salto de altura en pista cubierta (1995-1997).
- Campeona de España promesa en salto de altura aire libre (1994) y pista cubierta (1995).
- Campeona de España promesa en pista cubierta de altura (1995-97) y triple (2000).
- Diploma Olímpico como Jugadora de Baloncesto, Barcelona 92.
- 4 veces Olímpica, Barcelona, Atenas, Sídney, Pekín.

### Reconocimientos
- Premio Siete Estrellas de la Comunidad de Madrid (2008).
- Medalla de Plata al Mérito Deportivo 2008.
- Insignia de San Bernabé Logroño 2016.

### Récords de España
- Pista cubierta - Triple: 14,22 - 14,32 (2003) - 14,37 (2004) - 14,42, 14,44, 14,45 (2005) - 14,64 (2007).
- Aire libre - Triple: 14,51 (2002); 14,60 (2005).
- Pista cubierta - Altura:1,89 (1995).
- Aire libre - Altura: 1,89 (1996).

### Trayectoria
- Independiente (1993).
- A.D. Marathon (1994-1995).
- Nike (1996-1998).
- Valencia Terra i Mar (1999-2006).
- La Rioja Atletismo (2007-).